# Reggae
Reggae é um gênero musical criado na Jamaica do fim da década de 1960, a partir dos gêneros ska e rocksteady. Embora por vezes seja usado num sentido genérico para referir-se à maioria dos tipos de música jamaicana.
O reggae baseia-se num estilo rítmico caracterizado pela acentuação no tempo fraco, conhecido como skank. O estilo normalmente é mais lento que o ska e o rocksteady, e seus compassos normalmente são acentuados na segunda e na quarta batida, com a guitarra base servindo ou para enfatizar a terceira batida, ou para segurar o acorde da segunda até que o quarto seja tocado. É principalmente essa "terceira batida", sua velocidade e o uso de linhas de baixo complexas que diferencia o reggae do rocksteady, embora estilos posteriores tenham incorporado estas inovações de maneira independente.
O cantor e compositor Bob Marley é considerado o principal divulgador deste estilo musical.

## Etimologia
A edição de 1967 do Dictionary of Jamaican English ("Dicionário de inglês jamaicano") lista reggae como "a recently estab. sp. for rege", as in rege-rege, a word that can mean either "rags, ragged clothing" or "a quarrel, a row": "uma grafia recentemente estabelecida de rege", como em rege-rege, palavra que pode significar tanto "farrapos", "roupas rasgadas" quanto "uma confusão", "uma discussão".
Como um termo musical apareceu pela primeira vez no single de 1968 "Do the Reggay" de The Maytals, porém já era usado em Kingston, capital da Jamaica, como nome de uma dança mais lenta e de um estilo de rocksteady. Como declarou o artista do gênero Derrick Morgan:

Não gostávamos do nome 'rock steady' ("rock constante"), então tentei algo diferente numa versão de "Fat Man". A batida foi mudada novamente, e o órgão usado para assustar. Bunny Lee, o produtor, gostou daquilo. Ele criou o som com o órgão e a guitarra base. Soava como 'reggae, reggae', e aquele nome pegou. Bunny Lee começou a usar a palavra e logo todos os músicos estavam dizendo 'reggae, reggae, reggae'.
O historiador do reggae Steve Barrow credita a Clancy Eccles a alteração do termo streggae ("mulher fácil"), do patois jamaicano, para reggae. Toots Hibbert, no entanto, disse:

Existe uma palavra que usávamos na Jamaica, 'streggae'. Se uma garota estiver passando e os caras olharem para ela e disserem 'Man, she's streggae', significa que ela não se veste bem, parece esfarrapada. As garotas diziam isso sobre os homens também. Certa manhã eu e meus dois amigos estávamos tocando, e eu disse 'OK man, let's do the reggay.' Foi apenas algo que saiu da minha boca. E então começamos a cantar 'Do the reggay, do the reggay', e criamos uma batida. As pessoas me disseram mais tarde que tínhamos dado um nome ao som. Antes daquilo as pessoas o chamavam de blue-beat e todo tipo de coisa. Agora está no Guinness World of Records.
Bob Marley teria alegado que a palavra reggae veio de um termo espanhol que se refere à "música do rei". Os comentários em To the King, uma compilação de música gospel reggae cristã, sugere que o termo viria do latim regi, "para o rei".

## Precursores
Embora tenha sido influenciado fortemente pela música tradicional africana e caribenha, assim como pelo rhythm and blues americano, o reggae traça sua origem direta ao desenvolvimento progressivo do ska e do rocksteady na Jamaica da década de 1960.
O ska surgiu pela primeira vez nos estúdios da Jamaica entre os anos de 1959 e 1961, desenvolvendo-se a partir de um gênero anterior, o mento. O ska caracteriza-se por uma linha de walking bass, ritmos acentuados da guitarra ou do piano no tempo fraco, e, por vezes, riffs jazzísticos nos metais. Além de sua imensa popularidade entre os adeptos da moda rude boy, no país, o estilo conquistou muitos adeptos entre os mods, na Grã-Bretanha, a partir de 1964. De acordo com Barrow, os rude boys começaram a tocar deliberadamente os seus discos de ska a meia velocidade, preferindo dançar mais lentamente como parte de sua imagem de durões.
Em meados da década diversos músicos já haviam começado a tocar o ska num andamento mais lento, enfatizando a linha de baixo e os tempos fracos. O som mais lento foi chamado de rocksteady, o nome de um single de Alton Ellis. Esta fase da música jamaicana durou apenas até 1968, quando os músicos começaram a deixar ainda mais lento os andamentos das músicas, e lhes acrescentaram ainda mais efeitos; isto levou à criação do reggae.

## História

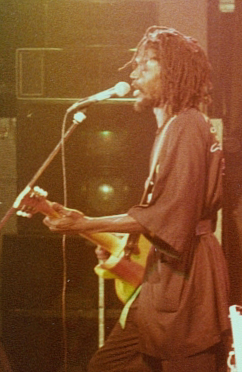
Peter Tosh

A mudança do rocksteady para o reggae foi ilustrada pelo shuffle de órgão cujo pioneiro foi Bunny Lee, destaque nos singles de transição entre os dois gêneros, "Say What You're Saying" (1967), de Clancy Eccles, e "People Funny Boy" (1968), de Lee "Scratch" Perry. A faixa de 1967 dos Pioneers, "Long Shot Bus' Me Bet", já foi identificada como o exemplo mais antigo do novo ritmo que ficaria conhecido como reggae. No início de 1968 as primeiras gravações de reggae foram feitas: "Nanny Goat", de Larry Marshall, e "No More Heartaches", dos Beltones. O hit de 1968 "Hold Me Tight", do artista americano Johnny Nash, recebeu o crédito de ter colocado o reggae pela primeira vez nas paradas de sucesso dos Estados Unidos. O reggae começou a aparecer também no rock; um exemplo de canção do gênero que tinha uma levada de reggae foi "Ob-La-Di, Ob-La-Da", dos Beatles, de 1968.
The Wailers, uma banda fundada por Bob Marley, Peter Tosh e Bunny Wailer em 1963, geralmente é tido como o grupo mais conhecido mundialmente a ter feito a transição por todos os três estágios da evolução do reggae - desde hits de ska como "Simmer Down", para o rocksteady mais lento, até o reggae. Além do Wailers, outros pioneiros importantes do gênero foram Prince Buster, Desmond Dekker, Jackie Mittoo, entre outros.
Os produtores jamaicanos foram influentes no desenvolvimento do ska para o rocksteady e o reggae na década de 1960. Alguns dos mais célebres produtores foram Coxsone Dodd, Lee "Scratch" Perry, Leslie Kong, Duke Reid, Joe Gibbs e King Tubby. Um destes primeiros produtores foi Chris Blackwell, fundador da Island Records em 1960, que se mudou para a Inglaterra em 1962, onde continuou a promover a música de seu país, formando uma parceria com a Trojan Records, fundada por Lee Gopthal em 1968, e que lançou obras de reggae no 
Reino Unido até 1974, quando foi comprada pela Saga.
E para compensar, já existindo um grupo amante de música negra os Mod, fez então chamar atenção desses jovens aos seus shows na Inglaterra, e dali surgindo um novo estilo de vida o Skinhead.
O filme The Harder They Come, de 1972, com Jimmy Cliff, gerou popularidade e um interesse considerável para o reggae nos Estados Unidos e, consequentemente, no resto do mundo; o cover de 1974 da canção "I Shot the Sheriff", de Bob Marley, feita pelo guitarrista inglês Eric Clapton, ajudou a trazer o reggae ainda mais para o mainstream. A partir da metade da década de 1970 o reggae começou a obter cada vez mais tempo de execução nas rádios do Reino Unido, especialmente no programa de John Peel. A chamada "Era de Ouro do Reggae" corresponde aproximadamente ao dias de glória do roots reggae, o chamado "reggae de raiz". Na segunda metade da década a cena punk do país começou a se formar, e alguns DJs de punk costumavam tocar canções de reggae durante suas apresentações. Algumas bandas de punk incorporaram influências do reggae em sua música, e ao mesmo tempo o gênero começou a passar por uma espécie de renascimento no Reino Unido, que prosseguiu até a década seguinte, exemplificado por grupos como Steel Pulse, Aswad, UB40 e Musical Youth. Entre outros artistas de reggae que gozaram de um destaque internacional no início da década de 1980 estão Third World, Black Uhuru e Sugar Minott. Os Prêmios Grammy introduziram a categoria de melhor álbum de reggae em 1985.

## Reggae e sociedade
Original da década de 1960, o ritmo divide-se em dois subgêneros, o "roots reggae" (raízes do reggae) e o "dancehall reggae", que é originário da década de 1970. O reggae é constantemente associado ao movimento religioso rastafari, que, de fato, influenciou muitos dos músicos apologistas do estilo reggae nas décadas de 1970 e 1980. De qualquer maneira, o reggae trata de vários assuntos, não se restringindo à cultura rastafariana, como o amor, o sexo e principalmente a crítica social.
Uma das características que podem caracterizar o reggae é a crítica social, como por exemplo cantar a desigualdade, o preconceito, a fome e muitos outros problemas sociais.

## No Brasil
No Brasil, é um ritmo predominante no Estado do Maranhão, popularizado na periferia da capital maranhense na partir da década de 1980, através do sistema de som (no formato de paredão sonóro) chamado "radióla".
Na Bahia veio o destaque nacional com reggae Brasileiro, Gilberto Gil foi um dos primeiros cantores obter sucesso no gênero em português, com surgimento do Olodum com o Samba Reggae, várias bandas vieram com a mesma proposta como Banda Reflexus, Bamda Mel e Timbalada embora tocavam Axé music também. O grande destaque é o Edson Gomes, ele é amplamente considerado como o maior nome da história da música reggae no país. Fora da Bahia, exemplos de Cidade Negra, Natiruts e Skank detém reggae em suas canções.